# The Staple Singers
Staple Singers var en amerikansk gospel-, soul- och R&B- sånggrupp. Roebuck "Pops" Staples (1914–2000) bildade gruppen tillsammans med sina barn Cleotha (1934–2013), Pervis (1935–2021) och Mavis (1939–). Yvonne (1937–2018) ersatte brodern Pervis 1970. Gruppen är mest känd för låtarna "Respect Yourself", "I'll Take You There", "If You're Ready (Come Go with Me)" och "Let's Do It Again, som de hade hits med under 1970-talet. Trots att deras familjenamn är Staples, använde gruppen "Staple" kommersiellt. 

## Diskografi

### Tidiga album
- Uncloudy Day (Vee-Jay, 1959)
- Swing Low Sweet Chariot (Vee Jay 1961)
- Gospel Program (Epic 1961)
- Hammers and Nails (Epic 1962)
- Great Day (Epic 1963)
- 25th Day of December (Epic 1963)
- Spirituals (Epic 1965)
- Amen! (Epic 1965)
- Freedom Highway (Epic 1965)
- Pray On (Epic 1966)
- Why (Epic 1966)
- This Little Light (Epic 1966)
- For What It's Worth (Epic  1967)
- What the World Needs Now Is Love  (Epic 1968)
- Soul Folk in Action (Stax 1968)
- We'll Get Over (Stax 1970)

 Källa: 

### Album på topplistor
| År                                                                | Titel                         | Högsta listplacering | Högsta listplacering | Högsta listplacering | Skivbolag    |
| År                                                                | Titel                         | USA                  | USA R&B              | KAN                  | Skivbolag    |
| ----------------------------------------------------------------- | ----------------------------- | -------------------- | -------------------- | -------------------- | ------------ |
| 1971                                                              | The Staple Swingers           | 117                  | 9                    | -                    | Stax         |
| 1972                                                              | Be Altitude: Respect Yourself | 19                   | 3                    | 72                   | Stax         |
| 1973                                                              | Be What You Are               | 102                  | 13                   | -                    | Stax         |
| 1974                                                              | City in the Sky               | 125                  | 13                   | -                    | Stax         |
| 1975                                                              | Let's Do It Again             | 20                   | 1                    | 87                   | Curtom       |
| 1976                                                              | Pass It On                    | 155                  | 20                   | -                    | Warner Bros. |
| 1977                                                              | Family Tree                   | -                    | 58                   | -                    | Warner Bros. |
| 1978                                                              | Unlock Your Mind              | -                    | 34                   | -                    | Warner Bros. |
| 1984                                                              | Turning Point                 | -                    | 43                   | -                    | Private I    |
| "-" anger album som inte platsat på topplistan, eller ej släppts. |                               |                      |                      |                      |              |

### Singlar på topplistor
| År                                                                  | Titel                                      | Högsta listplacering | Högsta listplacering | Högsta listplacering | Högsta listplacering |
| År                                                                  | Titel                                      | US                   | US R&B               | CAN                  | UK                   |
| ------------------------------------------------------------------- | ------------------------------------------ | -------------------- | -------------------- | -------------------- | -------------------- |
| 1967                                                                | "Why? (Am I Treated So Bad)"               | 95                   | —                    | —                    | —                    |
| 1967                                                                | "For What It's Worth"                      | 66                   | —                    | —                    | —                    |
| 1970                                                                | "Love Is Plentiful"                        | —                    | 31                   | —                    | —                    |
| 1971                                                                | "Heavy Makes You Happy (Sha-Na-Boom Boom)" | 27                   | 6                    | 60                   | —                    |
| 1971                                                                | "You've Got to Earn It"                    | 97                   | 11                   | —                    | —                    |
| 1971                                                                | "Respect Yourself"                         | 12                   | 2                    | 17                   | —                    |
| 1972                                                                | "I'll Take You There"                      | 1                    | 1                    | 21                   | 20                   |
| 1972                                                                | "This World"                               | 38                   | 6                    | 85                   | —                    |
| 1973                                                                | "Oh La De Da"                              | 33                   | 4                    | —                    | —                    |
| 1973                                                                | "Be What You Are"                          | 66                   | 18                   | —                    | —                    |
| 1973                                                                | "If You're Ready (Come Go with Me)"        | 9                    | 1                    | 79                   | 27                   |
| 1974                                                                | "Touch a Hand, Make a Friend"              | 23                   | 3                    | 33                   | —                    |
| 1974                                                                | "City in the Sky"                          | 79                   | 4                    | —                    | —                    |
| 1974                                                                | "My Main Man"                              | 76                   | 18                   | —                    | —                    |
| 1975                                                                | "Let's Do It Again"                        | 1                    | 1                    | 7                    | —                    |
| 1976                                                                | "New Orleans"                              | 70                   | 4                    | 84                   | —                    |
| 1976                                                                | "Love Me, Love Me, Love Me"                | —                    | 11                   | —                    | —                    |
| 1977                                                                | "Sweeter Than the Sweet"                   | —                    | 52                   | —                    | —                    |
| 1977                                                                | "See a Little Further (Than My Bed)"       | —                    | 77                   | —                    | —                    |
| 1978                                                                | "I Honestly Love You"                      | —                    | 68                   | —                    | —                    |
| 1978                                                                | "Unlock Your Mind"                         | —                    | 16                   | —                    | —                    |
| 1979                                                                | "Chica Boom"                               | —                    | 82                   | —                    | —                    |
| 1984                                                                | "H-A-T-E (Don't Live Here Anymore)"        | —                    | 46                   | —                    | —                    |
| 1984                                                                | "Slippery People"                          | 109                  | 22                   | —                    | —                    |
| 1984                                                                | "This Is Our Night"                        | —                    | 50                   | —                    | —                    |
| 1985                                                                | "Are You Ready?"                           | —                    | 39                   | —                    | —                    |
| 1985                                                                | "Nobody Can Make It on Their Own"          | —                    | 89                   | —                    | —                    |
| "-" anger singlar som inte platsat på topplistan, eller ej släppts. |                                            |                      |                      |                      |                      |